# Гомес, Мишель
Мише́ль Мэй Ро́мни Ма́ршам Анто́ния Го́мес (англ. Michelle May Romney Marsham Antonia Gomez; род. 23 ноября 1966, Глазго, Шотландия, Великобритания) — шотландская актриса кино и телевидения. Наиболее известна по своим ролям в комедийных телесериалах, таких как «Зелёное крыло» и «Непутёвая учёба», по роли Мисси, женской инкарнации Мастера, в британском научно-фантастическом сериале «Доктор Кто», а также Мэри Уорделл/Лилит в хоррор-сериале «Леденящие душу приключения Сабрины».

## Биография
Мишель Гомес родилась 23 ноября 1966 года в городе Глазго, Шотландия. Её отец Тони был фотографом, а мать Мэй управляла модельным агентством. Имеет португальские корни со стороны отца. Когда Мишель увидела процесс производства мюзикла «Целуй меня, Кэт» в возрасте семи лет, она захотела стать актрисой, и её родители поддержали это желание. Училась в Shawlands Academy (1978—1983) и в Королевской шотландской академии музыки и драмы.
Первым серьёзным проектом Гомес был фильм «Кислотный дом», снятый в 1998 году по мотивам рассказов Ирвина Уэлша. Затем она снялась в двух телесериалах телеканала Channel 4 — «The Book Group» и «Зелёное крыло».
В 2005—2007 годах Мишель сыграла несколько ролей в кино: «Хромофобия», «Красотки на выданье», а также «Пуля агента тайной полиции», где она вернулась к роли Сью Уайт, сыгранной ею в сериале «Зелёное крыло». В 2007 году приняла участие в аудиопостановке «Valhalla» по телесериалу «Доктор Кто». В 2008 году присоединилась к Королевской шекспировской компании и исполнила роль Катарины в «Укрощении строптивой».
В 2012 году Гомес появилась в телесериале «Непутёвая учёба» в роли заместителя директора школы Изобель Пиквелл, а в 2013 году вернулась к этой роли во втором сезоне сериала. В 2014 году она начала принимать участие в комедийных скетчах для канала Wildseed Studios на YouTube.
В 2014 году Мишель присоединилась к актёрскому составу восьмого сезона телесериала «Доктор Кто»; изначально её роль была обозначена как Хранительница врат Сферы Небытия Мисси. В двухсерийном финале сезона «Тёмная вода»/«Смерть на небесах» было раскрыто, что персонаж Гомес является инкарнацией Мастера, одного из основных врагов Доктора, который впервые появился в сериале в 1971 году. Актриса вернулась к своей роли в открывающей истории девятого сезона «Ученик волшебника»/«Фамильяр ведьмы». 16 мая 2017 года Гомес подтвердила, что покинет сериал после десятого сезона, хотя Мишель не исключает возможности возвращения в сериал в будущем.
В 2018 году актриса получила роль Мэри Уорделл в телесериале Netflix «Леденящие душу приключения Сабрины». Уорделл — учитель и наставница Сабрины Спеллман, одержимая Мадам Сатаной.

## Личная жизнь
Мишель Гомес замужем за актёром Джеком Дэвенпортом с 1 мая 2000 года. В начале 2010 года у них родился сын Гарри. Семья проживает в Нью-Йорке, США.

## Фильмография

### Кино
| Год  | Название                 | Оригинальное название          | Роль                     |
| ---- | ------------------------ | ------------------------------ | ------------------------ |
| 1989 | Первый и последний       | First and Last                 | медсестра                |
| 1998 | Кислотный дом            | The Acid House                 | Катриона                 |
| 1998 |                          | Gunslinger’s Revenge           | девушка в коже           |
| 1999 | Новый мировой беспорядок | New World Disorder             |                          |
| 1999 | Эскорт                   | The Escort                     | хозяйка                  |
| 1999 | Клещи                    | Ticks                          | Stressed girl on phone   |
| 2000 | Преступные ангелы        | Offending Angels               | бывшая девушка Багги     |
| 2001 | Предместье               | Subterrain                     |                          |
| 2003 |                          | Ready When You Are, Mr. McGill | Джуди                    |
| 2005 | Хромофобия               | Chromophobia                   | Bushey                   |
| 2005 |                          | Meat the Campbells             | миссис Кэмпбелл          |
| 2006 |                          | The Good Housekeeping Guide    | Дженни                   |
| 2006 | Зелёное крыло            | Green Wing                     | Сью Уайт                 |
| 2007 | Красотки на выданье      | Wedding Bells                  | Аманда                   |
| 2009 |                          | Svengali                       | Francine Hardy           |
| 2012 | Свадебное видео          | The Wedding Video              | распорядитель на свадьбе |
| 2021 | Мой шумный дом: фильм    | The Loud House Movie           | Мораг                    |

### Телевидение
| Год       | Название                           | Оригинальное название              | Роль                       |
| --------- | ---------------------------------- | ---------------------------------- | -------------------------- |
| 1992      | Таггерт                            | Taggart                            | парикмахер                 |
| 1996      | Чисто английское убийство          | The Bill                           | Пенни Грейс                |
| 1998      | Чисто английское убийство          | The Bill                           | Carrie Bennett             |
| 1999      | Таггерт                            | Taggart                            | Harriet Bailes             |
| 1999      | Горец: Ворон                       | Highlander: The Raven              | Талия Бауэр                |
| 2001      | Ребус: Висячий сад                 | Rebus                              | Caro Rattray               |
| 2002      | Моя семья                          | My Family                          | Шерон                      |
| 2002—2003 | Книжный клуб                       | The Book Group                     | Джанис Маккан              |
| 2003      | Бес в ребро                        | Manchild                           | Китти                      |
| 2005      |                                    | Murder in Suburbia                 | Анита Грин                 |
| 2004—2005 |                                    | Carrie and Barry                   | Мишель                     |
| 2004—2006 | Зелёное крыло                      | Green Wing                         | Сью Уайт                   |
| 2006      | Почувствуй силу                    | Feel the Force                     | Салли Боббинс              |
| 2007      | Оливер Твист                       | Oliver Twist                       | Mrs. Sowerberry            |
| 2012—2013 | Непутёвая учёба                    | Bad Education                      | Изобель Пиквелл            |
| 2013      | Неуравновешенные                   | Playhouse Presents                 | Мария Стюарт               |
| 2014—2017 | Доктор Кто                         | Doctor Who                         | Мисси                      |
| 2015      | Готэм                              | Gotham                             | Глава организации киллеров |
| 2015      | На грани                           | The Brink                          | Ванесса                    |
| 2017-2021 | Утиные истории                     | DuckTales                          | Матильда МакДак            |
| 2018-2020 | Леденящие душу приключения Сабрины | The Chilling Adventures of Sabrina | Мэри Уорделл / Лилит       |
| 2018-2020 | Улица Далматинцев, 101             | 101 Dalmatian Street               | Круэлла Де Виль            |
| 2020      | Бортпроводница                     | The Flight Attendant               | Миранда Крофт              |

### Видеоигры
| Год  | Название            | Роль             | Примечание                                 |
| ---- | ------------------- | ---------------- | ------------------------------------------ |
| 2015 | Lego Dimensions     | Мастер (озвучка) | Разработчик TT Games Ltd.                  |
| 2018 | Doctor Who Infinity | Мисси (озвучка)  | Разработчик Tiny Rebel Games / Seed Studio |